# Erik Jansson (predikant)
Erik Jansson, född 19 december 1808 på Landsberga i Biskopskulla socken i Uppsala län, död (mördad) 13 maj 1850 i Cambridge i Illinois i USA, var en självlärd pietistisk predikant och sektstiftare. 
Hemma i Hälsingland hade Jansson i mitten av 1840-talet grundat en sekt, vars medlemmar kallades Erik-jansarna. Dessa kom snart i konflikt med Svenska kyrkan och konventikelplakatet, och Jansson avvek slutligen från en fångtransport som skulle föra honom till stadsfängelset i Gävle. Han och 400 av hans anhängare begav sig 1846 till Illinois där de grundade kolonin Bishop Hill, ett kooperativt samhälle med egendomsgemenskap. Det utvecklade sig snart till ett allsidigt samhälle med kyrka, hotell, skola, smedja, vagnmakeri, kvarnar m.m. Kolonin grundades av den första stora organiserade svenska utvandrargruppen och kan ses som starten på den svenska emigrationen till Nordamerika. Jansson mördades 1850 av en avhoppare från sekten.

## Biografi

### Tiden i Sverige
Erik Jansson, som var son till en bonde, arrenderade hemmanet Lötorp i Österunda socken (Västmanlands län), och var känd som en duktig och arbetsam jordbrukare. Han läste flitigt Luthers, Arndts och Nohrborgs skrifter, men trodde sig småningom finna att de i många väsentliga punkter ej överensstämde med Guds ord. Framför allt befästes han alltmer i den åsikten, att människan enligt bibeln omedelbart genom tron uppnår en syndfri fullkomlighet. Under en affärsresa (1843) till Hälsingland uppträdde han i Söderala socken som talare vid en s.k. läsarkonventikel och hänförde de församlade i så hög grad att han inom kort blev hälsad som lärofader i ganska många socknar i Hälsingland. Redan 1844 bildades ett särskilt separatistiskt samfund, som kallades erik-jansare. Jansson bosatte sig senare samma år i Forsa socken i Hälsingland, och utgav sig nu för att vara en gudasänd profet, genom vilken Guds ande talade, vars ord var Guds ord och som därför var ofelbar. De trogna var fullkomligt syndfria som Gud själv; men trogna var endast de som trodde på Erik Jansson, alla andra var fördömda. Han förbjöd sina anhängare att besöka den allmänna gudstjänsten, och arrangerade 11 juni 1844 ett bokbål i Alfta socken, där folket skulle bränna sina gamla "avgudar", det vill säga Luthers, Arndts och Nohrborgs skrifter samt övriga andaktsböcker, vilket skedde under av sjungandet av den andliga sången Tackom och lofvom Herren!. 
Kronobetjäningen fängslade nu Jansson, som förhördes inför landshövdingeämbetet, men han försattes snart på fri fot. Martyrskapet ökade på hans anseende och hans anhängares antal, och den 28 oktober samma år tände han i Söderala ett nytt bokbål. Återigen häktades han, och kung Oscar I beordrade Uppsala domkapitel att hålla förhör med honom. Han försvarade sig skickligt, med bibeln i hand, och undvek försiktigt att ingå på sina egendomliga läror. Han frigavs med en varning. Hösten 1845 begärde justitiekansler Nils Samuel von Koch av Forsa tingsrätt en undersökning om den nya rörelsen. Följden blev att Jansson ånyo skulle föras till länshäktet. Fångtransporten överfölls emellertid på vägen av erik-jansare, som befriade sin profet. Denne smög därefter omkring under förklädnad, ofta i kvinnodräkt, och rörelsen utbredde sig även till Dalarna. Redan före dessa händelser hade sektens huvudmän övervägt en utvandring till Nordamerika, och i september 1845 hade två hälsingebönder rest till Nya världen för att se sig om efter lämplig vistelseort. 
I början av 1846 anlände ett brev från de två männen till Söderala, som uppmanade erik-jansarna att snarast utvandra. Jansson verkade i sina predikningar för denna plan. "Hedningarna skulle i den nya världen uppbygga städer åt de trogna, hvilka efter ankomsten dit skulle tala med tungomål". Fullständig egendomsgemenskap infördes. Alla skulle sälja sina ägodelar och lämna försäljningssumman åt sju utvalda ledare. Den gemensamma kassan skulle uppfylla allas behov, men blind lydnad skulle vara allas plikt.

### Emigrationen till USA
I juni 1846 reste Jansson, åtföljd av många anhängare, över Atlanten. I närheten av Galesburg i Illinois anlades en koloni som fick namnet Bishop Hill. Där härskade sedan Jansson med oinskränkt makt över mer än 1 200 anhängare. Dock yppade sig snart ett missnöje då de utlovade fördelarna uteblivit och ekonomin skötts på ett undermåligt sätt. 
År 1850 försökte John Root, en från samfundet avhoppad medlem, övertyga hustrun (och predikare Janssons kusin) Charlotta Louisa att följa med då han lämnade Bishop Hill. Hustrun ville dock bli kvar i staden och fick i detta stöd av Jansson och andra anhängare. Mitt under domstolsförhandlingar kring andra ärenden sköt Root ned sin tidigare lärofader Jansson som därpå avled. 
Sju styresmän, varav Jonas Olsson och Olof Johnson var de mest framstående, övertog ledningen av kolonin som efter detta ändå uppnådde ett visst välstånd. Sammanhållning saknades dock och av denna anledning såldes till sist egendomen och medlemmarna skingrades. År 1896 restes ett monument som erinrar om svenskkolonin.
En ättling till Erik Jansson, Tanya Edgil, medverkade i säsong 8 av SVT:s realityserie med svenskamerikaner Allt för Sverige.